# フォーカルプレーンシャッター

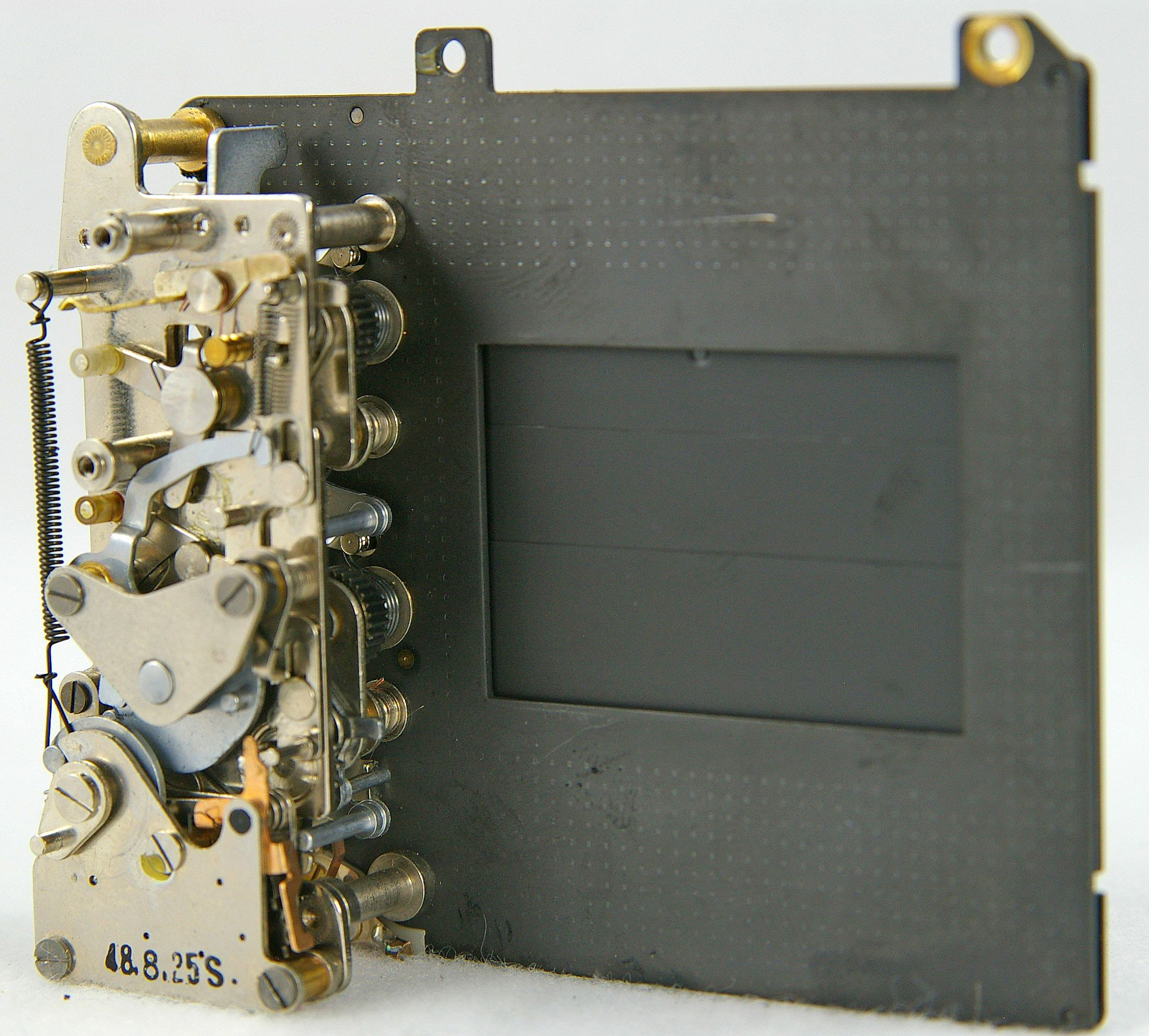
フォーカルプレーンシャッター

フォーカルプレーンシャッター (Focal-plane shutter) とは、カメラにおいて焦点面（focal=焦点の、plane=面）の直前に置かれ、間隙を持った遮光幕が走査してフィルムに露光を与える原理のシャッターのことである。
レンズシャッターと比較して効率が高く、また高速シャッターを得やすい。遮光幕は、シャッタードラムに巻くためゴム引き布または金属の薄膜が多く使われる。金属製羽根の回転運動によるロータリー式メタルフォーカルプレーンシャッターなど各種の方式がある。

## 動作

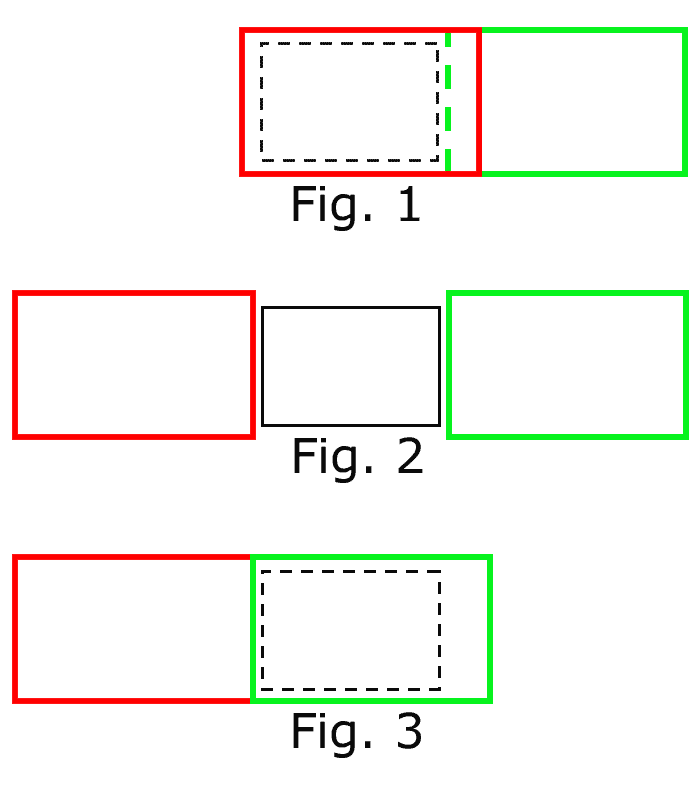
フォーカルプレーンシャッターの動作（低速時）

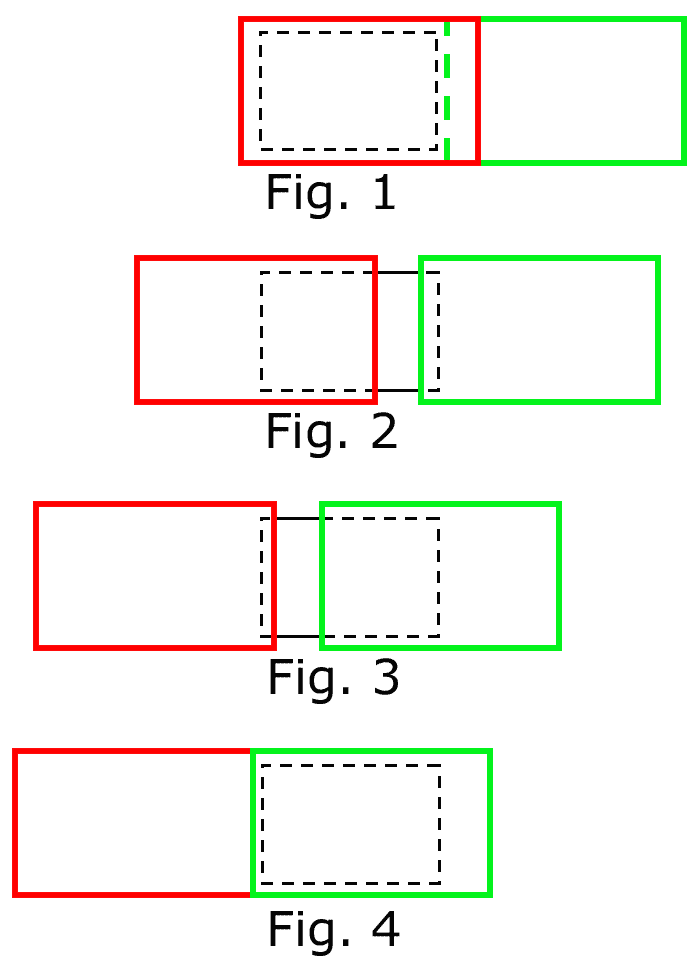
フォーカルプレーンシャッターの動作（高速時）

ここではライカなどに搭載された横走りフォーカルプレーンシャッターをモデルに説明する。
低速時
Fig.1: 撮影前は先幕（右図の赤い四角形）により露光面（右図の黒い四角形）が閉じられている。
Fig.2: シャッターボタンが押されると、先幕が走行して露光面を開く。
Fig.3: 一定時間経過後、後幕（右図の緑の四角形）が走行して露光面を閉じる。なお、先幕と後幕はシャッターチャージによってFig.1で示した位置に戻される。
高速時
Fig.1: 撮影前は先幕（右図の赤い四角形）により露光面（右図の黒い四角形）が閉じられている。
Fig.2: シャッターボタンが押されると、先幕が走行して露光面を開き、後幕（右図の緑の四角形）が先幕を追いかけるように走行して露光面を閉じる。先幕と後幕の隙間（スリット）が現在露光中の部分となる。
Fig.3: 先幕と後幕の移動によりスリットも移動し、露光面全体を走査する。
Fig.4: 後幕が先幕に追いつき、露光面全体が閉じられる。
フラッシュはシャッター幕が全開した時（＝先幕が開ききった時）に発光する。しかし、高速時においてはフラッシュの光は露光面全体ではなくスリットが開口している部分のみに当たるため、画面の一部のみが露光されたような状態になる。シャッター幕が全開した状態でフラッシュが発光できる最も速いシャッター速度を同調最高シャッター速度（同調速度）という。ただし、長時間発光するFP級閃光電球やFP発光のエレクトロニックフラッシュの場合は、先幕が開く時に発光を開始し、後幕が閉じるまで発光が続くことで同調最高シャッター速度より速いシャッター速度での撮影が可能となっている。

## 歴史

### ジュメユ・シグリスト
普通の布幕ではなく独特のスリット機構がレンズボード内側と蛇腹で結ばれ、スリット機構の走行に伴い蛇腹も移動する方式。スリット機構の間隔調節と走行速度の調整により最高速度1/2500秒を実現した。スイスの画家ギドー・シグリストが動物の生態を撮影するために考案し、1898年にスイス特許第181190号を取得し、カメラをドイツで生産した。

### アンシュッツ
ドイツのレシュノに動物園を私設して持っていたオットマール・アンシュッツは、シグリストと同様動物の生態撮影のため、従前からあったローラーブラインドシャッターを大幅に改良、1882年シャッター幕を先幕後幕の2枚にしてその間隔を任意に変更できるようにし、また幕の速度調節はバネの張力を加減することで変更できるようにし、この組み合わせにより1/10秒から1/1000秒のシャッター速度調整が可能なセルフキャッピングシャッターを発明した。アンシュッツのカメラは方錐型であり原型は1891年に作成された。これを元にゲルツがアンシュッツ・クラップカメラ（後アンシュッツとゲルツの頭を取ってアンゴーと改名した）を市販した。
このシャッターはイギリスのA・アダムスが1899年に発売した一眼レフカメラアダムス・レフレックスや、ジェームズ・F・シウがシウ・レフレクターを大改造して1901年に発売した一眼レフカメラシウ・フォーカルプレーン・レフレクターなどにも採用された。

### セルフキャッピング方式
布幕シャッターをセットする時に、露光の時のそのままで逆の動作をさせると、先幕と後幕の間に隙間があるので写真乾板や写真フィルムなど感光材料が光にさらされてしまう。これを防ぐためレンズにキャップをしたり、取枠やホルダーに引き蓋という遮光板を差し込むなどの手順が必要であった。この不便さを解消するため、セットの際には自動的に先幕と後幕の間の隙間をなくす機構が発明された。これをセルフキャッピングという。
ごく初期の製品としてはホートンが1910年に発売したエンサイン・レフレックスA型とA・アダムスがアダムス・マイネックスに採用したシャッターが知られている。

### ライカとコンタックス
ライカは1925年に横走り布幕シャッターを備えて発売され、1932年にツァイス・イコンから発売され縦走り金属幕シャッターを備えるコンタックスと技術競争をしたため、どちらも優れた機種に発展した。
ライカ型シャッターは作りやすかったため、ペンタックス、キヤノン、ニコンなどに広くコピーされて使われた。

### コパルスケヤ
写真用品の製造販売業者エフシー製作所の社長だった茶谷薫重と小西六写真工業（コニカを経て現コニカミノルタ）の技術者は別々にほぼ同じ頃、金属製の矩形羽根を4枚以上使い上下に羽根を走行させる方式を発明した。小西六の方式は1955年コニカFで実用化されたが、羽根の収容スペースが必要であり、カメラ全体の背が高くなってしまって評判は良くなかった。茶谷の方式は1957年に特許を取り、マミヤ光機（現マミヤ・オーピー）で開発が進められ、ユニット方式とされた。後にコパル（現日本電産コパル）に移されて、この時にマミヤや小西六から技術情報も伝えられた。開発が難航したためマミヤ、小西六、旭光学（ペンタックスを経て現リコーイメージング）が優先的に製品を購入して支援する体制も整った。
1961年にコパルスケヤIが完成した。最初に取り付けられたカメラはマミヤが製造し日本光学工業（現ニコン）が1962年に発売したニコレックスFである。1962年には小西六がコニカFSを発売、コパルを助けた。旭光学は自動露出まで進める考えでペンタックス・メタリカを試作し1966年には発表したが、同じ頃に研究を始めた記憶回路装置に開発の重点が移行してしまった。
ユニット型であるためカメラメーカーはただ購入して取り付ければ済むところに大きな特色があった。またライカ判の場合縦走りであるため24mmしか走らせないので、36mm走らせなければならない横走りのライカ型シャッターとの比較で精度を高くしやすく、エレクトロニックフラッシュの同調速度も1/125秒が可能になった。
1968年にはコパルスケヤSEで電子化を実現、1968年ヤシカTLエレクトロXに搭載された。
1976年にはセイコー精機が制御部品まで精密プラスチック化し小型軽量化したセイコーMFCを開発、これを搭載して1976年に発売されたペンタックスMEは背丈が低く1980年時点でも世界で最も小型軽量のメタルシャッター付き一眼レフカメラであった。
1982年に登場したニコンFM2はニコンとコパルの共同開発によるシャッターを採用しており、世界初の最高速度1/4000秒とエレクトロニックフラッシュ同調速度1/200秒を実現した。その後、最高シャッター速度は1988年発売のニコンF-801で1/8000秒、1992年発売のミノルタα-9Xiで1/12000秒に達した。

### 独自の金属幕フォーカルプレーンシャッター
オリンパス光学工業（現オリンパス）が1963年に発売したオリンパス・ペンFは、1枚のチタン製扇形シャッター幕を使い、幕の回転によって露光を行うロータリー式フォーカルプレーンシャッターを搭載した。最高速でも必ずシャッター幕が全開する構造で、フラッシュ同調速度1/500秒を実現した。
フォクトレンダーには1957年の段階で茶谷が使用を打診したが「他人の特許は使わない方針だ」と断られたという。ローライヴェルケ・フォクトレンダーが1976年に発売したローライ35MEにはフォクトレンダー技術陣が開発した独自のメタルフォーカルプレーンシャッターが採用されていた。
1976年にソビエト連邦は金属羽根が扇形に開閉する方式のシャッターを採用したキエフ10、キエフ20を発表した。